# Christian Burholt
Christian Burholt (* 16. Oktober 1972 in Gütersloh) ist ein deutscher Rechtsanwalt. Seit 2019 ist er außerdem Richter des Verfassungsgerichtshofs des Landes Berlin.

## Leben

### Ausbildung
Nachdem Burholt 1992 sein Abitur am Einstein-Gymnasium in Rheda-Wiedenbrück abgelegt hatte, absolvierte er von 1992 bis 1993 den Zivildienst. Anschließend studierte er von 1993 bis 1999 Rechtswissenschaft an der Universität Bonn. Von 1996 bis 1997 erwarb er einen Master of Laws an der University of Durham in Großbritannien. Neben seinem Studium arbeitete er zwischen 1995 und 2000 mit einer Unterbrechung durch das Auslandsstudium als studentischer Mitarbeiter des Bundestagsabgeordneten Hubert Deittert (CDU). Sein 1. Staatsexamen legte er 1999 ab. Anschließend absolvierte er sein Referendariat von 2000 bis 2002 beim Kammergericht Berlin mit einer Station im Jahr 2002 bei der Generaldirektion Wettbewerb der Europäischen Kommission, 2002 legte er das 2. Staatsexamen ab. 2005 wurde er mit der Arbeit „Die europäische Fusionskontrolle – Eckpfeiler des europäischen Wettbewerbsrechts oder Instrument einer europäischen Industriepolitik? Eine Untersuchung unter Berücksichtigung ausgewählter Entscheidungen der Kommissionan“ der Universität Bonn zum Dr. jur. promoviert.

### Beruf
Burholt wurde 2002 als Rechtsanwalt zugelassen und war von 2003 bis 2010 in der Praxisgruppe Kartellrecht bei Freshfields Bruckhaus Deringer in Berlin und Brüssel tätig. Anschließend war er von 2010 bis 2015 Partner und Leiter der Praxisgruppe Kartellrecht bei Dierks + Bohle in Berlin und Brüssel. Von Juni 2015 bis Juni 2023 war er Partner und Mitglied der Praxisgruppen Kartellrecht und Pharma/Medizinprodukte/Healthcare bei Baker McKenzie in Berlin sowie Leiter der Healthcare Industry Group für Deutschland und Österreich. Im Juli 2023 wurde er Partner und Co-Leiter der Industriegruppe Health Care & Life Science bei Luther.
Außerdem wurde er 2014 Lehrbeauftragter für deutsches und europäisches Kartellrecht und im Januar 2022 Honorarprofessor für Kartellrecht am Fachbereich Rechtspflege der Hochschule für Wirtschaft und Recht Berlin.

### Verfassungsrichter
Am 31. Oktober 2019 wurde Christian Burholt auf Vorschlag der CDU-Fraktion vom Abgeordnetenhaus von Berlin zum Mitglied des Berliner Verfassungsgerichtshofes gewählt.

### Politik
Burholt trat 1994 in die CDU ein. Von 1995 bis 1999 war er Mitglied im Ring Christlich-Demokratischer Studenten (RCDS) in Bonn. Mitglied der Jungen Union (JU) war er von 1997 bis 2007.
Von 2001 bis 2007 war er Beisitzer und stellvertretender Vorsitzender des CDU-Ortsverbandes Lützow. Daneben war er von 2002 bis 2005 Beisitzer im Kreisvorstand der Jungen Union Berlin-Mitte. Im Kreisvorstand der CDU Berlin-Mitte war er von 2005 bis 2007 Beisitzer. Im Jahr 2007 wurde er Vorsitzender des CDU-Ortsverbandes Tiergarten und Justitiar des Kreisverbandes Berlin-Mitte.
Im September 2008 wurde er als Direktkandidat für den Deutschen Bundestag im Wahlkreis Berlin-Mitte von seinem Kreisverband nominiert. Bei der Bundestagswahl 2009 unterlag er der Juristin Eva Högl (SPD).

## Mitgliedschaften
- Mitglied des Verfassungsgerichtshofes des Landes Berlin
- Mitglied der Studienvereinigung Kartellrecht e. V.
- Mitglied des Netzwerks Compliance e. V. – AG Kartellrecht
- Mitglied des Ausschusses Recht des Bundesverbands der Arzneimittel-Hersteller e. V. (BAH)[8]
- Mitglied der Christlich Demokratischen Union Deutschlands (CDU)[9]